# Dreamer (álbum de Soraya Arnelas)
Dreamer es el quinto álbum de estudio de la cantante española, Soraya Arnelas. En 2009, Soraya abandono su actual discográfica Universal / Vale Music, para irse a su nueva compañía, Sony Music, siendo este el primer álbum editado por dicho sello. En su primera semana alcanzó en número 1 en iTunes España. En la primera semana que el disco salió a la venta, en formato físico, alcanzó el número 8 en la lista de los cien discos más vendidos de España. El disco fue reeditado bajo el nombre de "Dreamer Reloaded" el 17 de mayo de 2011, incluyendo su nuevo tema con Antoine Clamaran, "Stick Shift", además de 5 remezclas de sus sencillos anteriores. Este disco obtuvo su debut en listas de Rumanía, Francia y la lista oficial de Europa.

## Lista de canciones

### Dreamer
| Dreamer |                                           |                            |                           |          |  |
| N.º     | Título                                    | Letras                     | Música                    | Duración |  |
| 1.      | «Dreamer»                                 | Paul Brandoli              | Paul Brandoli             | 03:30    |  |
| 2.      | «Failing Me (Runaway)»                    | Steve Robson, Lucie Silvas | Steve Robson              | 03:13    |  |
| 3.      | «Give You Up» (con Juan Magan)            | Lisa Rose                  | Juan Magan                | 03:09    |  |
| 4.      | «Ticking All The Boxes»                   | Sam McCarthy               | Sam McCarthy              | 03:40    |  |
| 5.      | «I Got You»                               | Dionisio Gómez Verdú       | Dionisio Gómez Verdú      | 03:33    |  |
| 6.      | «You’ve Got The Music» (con TeeandGee)    | Jordi Garrido              | Iván Torrent              | 03:43    |  |
| 7.      | «Electric Girl» (con Bedük)               | Serhat Bedük               | Serhat Bedük              | 03:03    |  |
| 8.      | «Twilight»                                | Hanne Sörvaag              | Hanne Sörvaag             | 03:57    |  |
| 9.      | «Live your dreams» (con Antoine Clamaran) | Duane Harden               | Antoine Clamaran          | 03:21    |  |
| 10.     | «In My Blood»                             | Thomas J. Heyerdahl        | Thomas J. Heyerdahl       | 03:08    |  |
| 11.     | «Close To Me» (con Wally López)           | Ángel David López Álvarez  | Ángel David López Álvarez | 07:11    |  |
| 40:08   |                                           |                            |                           |          |  |

### Dreamer Reloaded
| Dreamer Reloaded |                                                                    |                            |                           |          |  |
| N.º              | Título                                                             | Letras                     | Música                    | Duración |  |
| 1.               | «Dreamer»                                                          | Paul Brandoli              | Paul Brandoli             | 03:30    |  |
| 2.               | «Failing Me (Runaway)»                                             | Steve Robson, Lucie Silvas | Steve Robson              | 03:13    |  |
| 3.               | «Give You Up» (con Juan Magan)                                     | Lisa Rose                  | Juan Magan                | 03:09    |  |
| 4.               | «Ticking All The Boxes»                                            | Sam McCarthy               | Sam McCarthy              | 03:40    |  |
| 5.               | «I Got You»                                                        | Dionisio Gómez Verdú       | Dionisio Gómez Verdú      | 03:33    |  |
| 6.               | «You’ve Got The Music» (con TeeandGee)                             | Jordi Garrido              | Iván Torrent              | 03:43    |  |
| 7.               | «Electric Girl» (con Bedük)                                        | Serhat Bedük               | Serhat Bedük              | 03:03    |  |
| 8.               | «Twilight»                                                         | Hanne Sörvaag              | Hanne Sörvaag             | 03:57    |  |
| 9.               | «Live your dreams» (con Antoine Clamaran)                          | Duane Harden               | Antoine Clamaran          | 03:21    |  |
| 10.              | «In My Blood»                                                      | Thomas J. Heyerdahl        | Thomas J. Heyerdahl       | 03:08    |  |
| 11.              | «Close To Me» (con Wally Lopez)                                    | Ángel David López Álvarez  | Ángel David López Álvarez | 07:11    |  |
| 12.              | «Dreamer (John Shelvin Remix)»                                     |                            |                           |          |  |
| 13.              | «Give You Up (David Campoy Remix)» (con Juan Magan)                |                            |                           |          |  |
| 14.              | «Give You Up (Victor Magan Remix)» (con Juan Magan)                |                            |                           |          |  |
| 15.              | «Live Your Dreams (Albert Neve Main Remix)» (con Antoine Clamaran) |                            |                           |          |  |
| 16.              | «Dreamer (Brian Cross Remix)»                                      |                            |                           |          |  |

## Listas

### Semanales
| País    | Lista           | Primera semana | Posición de ingreso | Mejor posición | Semanas en la mejor posición | Semanas en lista | Última semana |
| ------- | --------------- | -------------- | ------------------- | -------------- | ---------------------------- | ---------------- | ------------- |
| Europa  |                 |                |                     |                |                              |                  |               |
| España  | Top 100 álbumes | 3/10/2010      | 8                   | 8              | 1                            | 18               | 11/9/2011     |
| Francia | Top 200 álbumes | 3/10/2010      | 127                 | 11             | 2                            | 62               | 29/12/2011    |
| Rumanía | Top 50 álbumes  | 17/2/2011      | 48                  | 27             | 1                            | 3                | 2/3/2011      |
| Europa  | Top 100 álbumes | 3/10/2010      | 77                  | 21             | 1                            | 23               | 17/2/2011     |